# Seleção Equatoriana de Voleibol Masculino
A seleção equatoriana de voleibol masculino é uma equipe sul-americana composta pelos melhores jogadores de voleibol do Equador. A equipe é mantida pela Federação Equatoriana de Voleibol (em língua castelhana, Federación Ecuatoriana de Voleibol). Encontra-se na 104ª posição do ranking mundial da FIVB segundo dados de 22 de julho de 2013.